# Aas (kaartspel)

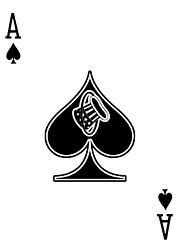
Schoppenaas

De aas (ook wel het aas) is een kaart in een westers kaartspel die oorspronkelijk het getal 1 voorstelt. De naam komt van het Latijnse As, een Romeinse  munteenheid. Ook de 1 op een dobbelsteen werd voorheen (en in sommige talen nog steeds) aas genoemd.
Oorspronkelijk was de aas de laagste kaart, lager dan de 2, maar in de meeste spellen is de 2 de laagste kaart en de aas de hoogste. De aas wordt dan ook wel overdrachtelijk gebruikt als iets of iemand van zeer grote waarde of capaciteit. In patiencespellen, echter, is de aas als vanouds de laagste kaart. 
Andere volgordes komen ook voor.  
De functie van de aas varieert van spel tot spel. Voor iedere kaartkleur is er een aas, zo heb je de:
- Hartenaas
- Ruitenaas
- Schoppenaas
- Klaveraas

Deze hoeven onderling niet gelijkwaardig te zijn, zoals bij hartenjagen, waar de schoppen-, harten-, klaver- en ruitenaas alle hun eigen nuances hebben.

## Illustraties
In de negentiende eeuw ontstond de mode om de azen van het kaartspel te voorzien van afbeeldingen van landschappen, stadsgezichten e.d. In het standaard kaartspel dat in Nederland gebruikt wordt, zien we dit nog terug. Op de azen zijn afgebeeld:
- Klaverenaas: Muiderslot, Muiden - Sint-Servaasbasiliek, Maastricht
- Hartenaas: Koninklijk Paleis, Amsterdam - Stadhuis, Rotterdam
- Schoppenaas: Waterpoort, Sneek - Rijksmuseum, Amsterdam
- Ruitenaas: Munsterkerk, Roermond - Oudezijds Voorburgwal, Amsterdam

Opvallend is dat drie van deze gebouwen door Pierre Cuypers zijn gerestaureerd (Muiderslot, Servaasbasiliek, Munsterkerk), en een vierde is door hem nieuw ontworpen (Rijksmuseum).
Op spellen met het Engels-Amerikaanse beeld is vaak de schoppenaas uitbundig versierd. Dit komt doordat in de achttiende en negentiende eeuw de schoppenaas gebruikt werd als merkteken dat er over een spel kaarten belasting was betaald.